# Jurovci
Jurovci este o localitate din comuna Videm, Slovenia, cu o populație de 154 de locuitori.